# Diana Romagnoli
Diana Romagnoli-Takouk (* als Diana Romagnoli; 14. Februar 1977 in Männedorf, Kanton Zürich) ist eine Schweizer Degen-Fechterin. Sie startet für den Zürcher Fechtclub.
Bei den Fechtweltmeisterschaften 1999 in Seoul erkämpfte Romagnoli im Degen-Einzel die Silbermedaille.
Zusammen mit Gianna Hablützel-Bürki, Sophie Lamon und Tabea Steffen gewann sie die Silbermedaille im Degen-Mannschaftswettbewerb der Olympischen Sommerspiele 2000 in Sydney. Im Einzelwettbewerb erreichte sie nur Platz 12. Mit denselben Teamkameradinnen kämpfte Romagnoli auch bei den Fechtweltmeisterschaften 2001 in Nîmes um Medaillen, im Mannschaftswettbewerb unterlagen sie dabei nur Russland im Final und gewannen daher erneut Silber.
Durch einen Sieg im Final gegen Ungarn gewann Romagnoli mit der Schweizer Mannschaft die Goldmedaille bei den Fechteuropameisterschaften 2000 im portugiesischen Funchal.